# Oana Cuzino
Oana Cuzino (după căsătorie Oana Stern-Cuzino; n. 20 iunie 1971, București) este un medic primar geriatru, doctor în știinte medicale, jurnalistă română și fostă prezentatoare a emisiunii Ce se întâmplă doctore? de la PRO TV.

## Biografie
Născută în 20 iunie 1971, Oana Cuzino a absolvit UMF Carol Davila București în 1995, a devenit medic specialist geriatru în 2000, medic primar geriatru în 2004 și doctor în medicină în 2004.
Oana Cuzino a debutat în presă în 1998, ca jurnalist la cotidianul Național. De asemenea, Oana a colaborat și cu ziarul Gardianul unde semna o rubrică medicală săptămânală. Debutul în televiziune a avut loc în 1999 la TVR 1, prezentând emisiunea "Medicina pentru toți" până în 2002. Din 2002 până în 2021 a prezentat emisiunea Ce se întâmplă doctore?, difuzată zilnic, la ProTV.
În anul 2000, Oana Cuzino și-a făcut debutul ca scriitor prin publicarea romanului "Dincolo de prezent" apărut la Editura Lucman. În 2003 a publicat o a doua carte, inspirată de experiența de proaspătă mămică "Sunt gravidă, ce să fac?", publicată la editura Cartea de buzunar. În iulie 2006 lansează o nouă carte dedicată ingrijirii și sănătății "Frumusețea nu este o misiune imposibilă", realizată în colaborare cu un estetician renumit din SUA, Luciana Stanciu.
În anul 2006, Oana Cuzino a devenit directorul editorial al mărcii "Ce se întâmplă, doctore?", considerată a fi primul brand transmedia din România dedicat femeilor.

## Familia
A fost căsătorită cu omul politic Mircea Stănescu, care s-a sinucis în 2009.
Mariajul celor doi s-a destrămat însă rapid, Oana Cuzino măritându-se ulterior cu omul de afaceri israelian Yoav Shtern, cu care are o fetiță pe nume Naomi, născută în 2002.